# Friedrich Braun
Pour les articles homonymes, voir Braun.
Friedrich Braun, plus connu sous le nom de Fritz, né le 18 juillet 1941 à Rio de Janeiro (État de Rio de Janeiro) et mort le 2 février 2025 à Rio Claro (État de São Paulo), est un joueur brésilien de basket-ball, médaillé olympique et champion du monde au début des années 1960.

## Palmarès
Joueur
- 3e des Jeux olympiques 1964
- Champion du monde 1963
- Finaliste des Jeux panaméricains de 1963